# Cropera phaeophlebia
Cropera phaeophlebia är en fjärilsart som beskrevs av George Francis Hampson 1910. Cropera phaeophlebia ingår i släktet Cropera och familjen tofsspinnare. Inga underarter finns listade i Catalogue of Life.